# Pierre-Michel Lasogga
Pierre-Michel Lasogga (Gladbeck, 1991. december 15. –) német korosztályos válogatott labdarúgó, aki jelenleg a katari al-Arabi játékosa.